# Montealegre del Castillo (kommunhuvudort)
Montealegre del Castillo är en kommunhuvudort i Spanien.   Den ligger i provinsen Provincia de Albacete och regionen Kastilien-La Mancha, i den sydöstra delen av landet, 270 km sydost om huvudstaden Madrid. Montealegre del Castillo ligger 803 meter över havet och antalet invånare är 2 327.
Terrängen runt Montealegre del Castillo är lite kuperad.Runt Montealegre del Castillo är det ganska glesbefolkat, med 45 invånare per kvadratkilometer. Närmaste större samhälle är Fuente-Álamo, 13,9 km sydväst om Montealegre del Castillo. Omgivningarna runt Montealegre del Castillo är i huvudsak ett öppet busklandskap.